# Decadidymus gulosus
Decadidymus gulosus is een platworm (Platyhelminthes). De worm is tweeslachtig. De soort leeft parasitair op of in mariene dieren.
Het geslacht Decadidymus, waarin de platworm wordt geplaatst, wordt tot de familie Diceratocephalidae gerekend. De wetenschappelijke naam van de soort werd voor het eerst geldig gepubliceerd in 1991 door Cannon.